# 科爾科代
科爾科代（？—1679年），辉发那拉氏，滿洲镶黄旗人，清朝政治人物、清朝兵部尚書。
曾任工部左侍郎。康熙八年六月癸亥，接替噶褚哈，擔任清朝兵部尚書，后解。由明珠接任。